# Moon Jae-in
Moon Jae-in (Geoje, 24. siječnja 1953. –) je južnokorejski političar koji je obnašao dužnost predsjednika Južne Koreje od 2017. do 2022. godine.

## Vanjske poveznice

### Ostali projekti
|  | Zajednički poslužitelj ima još gradiva o temi Moon Jae-in |